# قره‌گل (لیلان)
قره‌گل، روستایی در دهستان لیلان شرقی بخش شیرین‌کند شهرستان لیلان در استان آذربایجان شرقی ایران است.

## جمعیت
بر پایه سرشماری عمومی نفوس و مسکن در سال ۱۳۹۵، جمعیت این روستا برابر با ۷۷۰ نفر (۲۱۷ خانوار) بوده‌است.